# Hans & Klaus Steinbrenner
 Hans & Klaus Steinbrenner war eine Bildhauergemeinschaft aus den beiden Brüdern Hans Steinbrenner (1928–2008) und Klaus Steinbrenner (* 1935) in Frankfurt am Main. Die Künstlerpartnerschaft bestand von 1958 bis 1963.
Die beiden schufen meist monumentale Abstrakte Skulpturen aus Holz und Stein. Im Jahr 1963 löste sich die Partnerschaft wieder auf. Hans Steinbrenner arbeitete weiter sehr erfolgreich als Bildhauer. Klaus Steinbrenner arbeitete anfangs noch als Architekt in Frankfurt, bevor er im Jahr 1968 in die USA zog und dort erst als Architekt, später dann auch als renommierter Bildhauer tätig war. Hans & Klaus Steinbrenner waren im Jahr 1964 mit einer „Großen Holzfigur“ auf der documenta III in Kassel in der Abteilung „Aspekte 1964“ vertreten.

## Wichtige Ausstellungen (Auswahl)

### Einzelausstellungen
- 1960 Galerie am Dom, Frankfurt am Main
- 1983 Kunstverein Friedberg, Friedberg, Kunsthalle Bremerhaven
- 1996 Städel Museum, Frankfurt/Main

### Gruppenausstellungen
- 1960 Floriade Rotterdam, Niederlande
- 1961 Galerie Appel, Frankfurt, Germany
- 1962 Galerie S, Berlin
- 1964 documenta III, Kassel
- 1964 Hofheimer Gruppe, Hofheim
- 1966 Arnheim, Niederlande
- 1986 Hans Steinbrenner – Raimund Girke: Quadrat Bottrop, Bottrop
- 2000 Times are changing – Auf dem Wege!; Kunsthalle Bremen, Bremen
- 2004 Skulptur im Dunkeln; Museum Abteiberg, Mönchengladbach
- 2007 Geert van Fastenhout en Hans Steinbrenner; Het Mondriaanhuis, Amersfoort